# Emma Villas Volley 2023-2024
Questa voce raccoglie le informazioni riguardanti l'Emma Villas Volley nelle competizioni ufficiali della stagione 2023-2024.

## Stagione
Nella stagione 2023-24 l'Emma Villas Volley assume la denominazione sponsorizzata di Emma Villas Siena.
Partecipa per la settima volta al campionato di Serie A2 classificandosi terza al termine della regular season: la posizione le permette di accedere ai play-off promozione, dove giunge fino alla finale persa contro la M&G.
La posizione in regular season consente al club di accedere anche alla Coppa Italia di Serie A2, dove viene eliminata nei quarti di finale dall'Atlantide Brescia.

## Organigramma societario
Area direttiva
- Presidente: Giammarco Bisogno
- Vicepresidente esecutivo: Fabio Mechini
- Direttore generale: Fabio Mechini

Area tecnica
- Allenatore: Gianluca Graziosi
- Assistente allenatore: Marco Monaci, Alessandro Passaponti
- Responsabile settore giovanile: Luigi Banella

Area comunicazione
- Responsabile comunicazione: Gennaro Groppa
- Addetto stampa: Gennaro Groppa
- Social media manager: Alessandro Isidori
- Fotografo ufficiale: Paolo Lazzeroni

Area marketing
- Direttore marketing e commerciale: Vittorio Angelaccio

Area sanitaria
- Medico: Flavio D'ascenzi
- Preparatore atletico: Matteo Marsiglietti
- Fisioterapista: Francesco Alfatti, Antonella Petri
- Staff medico: Alessandro Buoncompagni, Domenico D'elia, Mauro Picchi

## Rosa
| N° | Nome                | Ruolo | Data di nascita   | Nazionalità sportiva |
| -- | ------------------- | ----- | ----------------- | -------------------- |
| 1  | Riccardo Copelli    | C     | 16 marzo 1996     | Italia               |
| 2  | Stefano Trillini    | C     | 9 agosto 1999     | Italia               |
| 3  | Thomas Nevot        | P     | 30 aprile 1995    | Francia              |
| 4  | Federico Bonami     | L     | 29 settembre 1993 | Italia               |
| 5  | Alessio Tallone     | S     | 23 settembre 1999 | Italia               |
| 6  | Martin Coser        | L     | 26 marzo 2004     | Italia               |
| 8  | Matheus Krauchuk    | O     | 4 novembre 1997   | Brasile              |
| 9  | Sebastiano Milan    | S     | 6 aprile 1995     | Italia               |
| 10 | Azaria Gonzi        | P     | 24 luglio 2000    | Italia               |
| 12 | Alessandro Acuti    | C     | 13 agosto 2000    | Italia               |
| 13 | Marco Pierotti      | S     | 19 giugno 1996    | Italia               |
| 15 | Federico Pellegrini | S     | 29 luglio 2004    | Italia               |
| 18 | Mathia Ivanov       | C     | 18 agosto 2005    | Italia               |
| 22 | Mattia Picuno       | O     | 1º gennaio 1999   | Italia               |

## Mercato
| Acquisti | Acquisti         | Acquisti         | Acquisti   |
| R.       | Nome             | da               | Modalità   |
| -------- | ---------------- | ---------------- | ---------- |
| C        | Alessandro Acuti | Motta            | definitivo |
| C        | Riccardo Copelli | Olimpia Bergamo  | definitivo |
| L        | Martin Coser     | Colombo Genova   | prestito   |
| P        | Azaria Gonzi     | Macerata         | definitivo |
| C        | Mathia Ivanov    | Casentino        | definitivo |
| O        | Matheus Krauchuk | Charlottenburg   | definitivo |
| S        | Sebastiano Milan | Pineto           | definitivo |
| P        | Thomas Nevot     | Plessis-Robinson | definitivo |
| S        | Marco Pierotti   | Porto Viro       | definitivo |
| S        | Alessio Tallone  | Callipo          | definitivo |
| C        | Stefano Trillini | Motta            | definitivo |

| Cessioni | Cessioni             | Cessioni       | Cessioni   |
| R.       | Nome                 | a              | Modalità   |
| -------- | -------------------- | -------------- | ---------- |
| S        | Zbigniew Bartman     |                | ritirato   |
| C        | Omar Biglino         | Cannes         | definitivo |
| P        | Juan Ignacio Finoli  | Guaguas        | definitivo |
| C        | Daniele Mazzone      | Cisterna       | definitivo |
| S        | Federico Pereyra     | Melilla        | definitivo |
| S        | Nemanja Petrić       | Spor Toto      | definitivo |
| S        | Giulio Pinali        | Modena         | definitivo |
| P        | Riccardo Pinelli     | Virtus Aversa  | definitivo |
| L        | Filippo Pochini      | Tricolore      | definitivo |
| S        | Giacomo Raffaelli    | Prisma Taranto | definitivo |
| C        | Fabio Ricci          | You Energy     | definitivo |
| S        | Maarten van Garderen | PAOK           | definitivo |

## Risultati

### Serie A2

#### Girone di andata
| 1ª Giornata - 15 ottobre 2023 Palasport Comunale, Ortona           | Impavida Ortona   | 0 - 3 | Emma Villas       | 19-25, 21-25, 22-25               |
| 2ª Giornata - 22 ottobre 2023 PalaParenti, Santa Croce sull'Arno   | Emma Villas       | 2 - 3 | Prata             | 19-25, 26-24, 14-25, 26-24, 11-15 |
| 3ª Giornata - 28 ottobre 2023 PalaParenti, Santa Croce sull'Arno   | Emma Villas       | 3 - 0 | Pineto            | 25-21, 25-13, 25-22               |
| 4ª Giornata - 1º novembre 2023 PalaBigi, Reggio nell'Emilia        | Tricolore         | 2 - 3 | Emma Villas       | 23-25, 25-19, 20-25, 25-21, 14-16 |
| 5ª Giornata - 5 novembre 2023 PalaParenti, Santa Croce sull'Arno   | Emma Villas       | 3 - 1 | Libertas Brianza  | 25-19, 23-25, 25-19, 25-22        |
| 6ª Giornata - 12 novembre 2023 PalaSanFilippo, Brescia             | Atlantide Brescia | 2 - 3 | Emma Villas       | 26-24, 23-25, 25-22, 19-25, 10-15 |
| 7ª Giornata - 18 novembre 2023 PalaParenti, Santa Croce sull'Arno  | Emma Villas       | 0 - 3 | Porto Robur Costa | 20-25, 22-25, 31-33               |
| 8ª Giornata - 26 novembre 2023 PalaGrotte, Castellana Grotte       | New Mater         | 1 - 3 | Emma Villas       | 18-25, 20-25, 25-23, 17-25        |
| 9ª Giornata - 3 dicembre 2023 PalaMensSana, Siena                  | Emma Villas       | 2 - 3 | Cuneo             | 19-25, 22-25, 25-21, 25-22, 10-15 |
| 10ª Giornata - 7 dicembre 2023 PalaMensSana, Siena                 | Emma Villas       | 1 - 3 | M&G               | 27-25, 19-25, 16-25, 18-25        |
| 11ª Giornata - 10 dicembre 2023 PalaJacazzi, Aversa                | Virtus Aversa     | 3 - 2 | Emma Villas       | 25-22, 17-25, 31-33, 25-15, 15-10 |
| 12ª Giornata - 17 dicembre 2023 Palazzetto dello Sport, Porto Viro | Porto Viro        | 1 - 3 | Emma Villas       | 22-25, 25-17, 23-25, 29-31        |
| 13ª Giornata - 26 dicembre 2023 PalaMensSana, Siena                | Emma Villas       | 3 - 0 | Lupi Santa Croce  | 25-16, 31-29, 25-23               |

#### Girone di ritorno
| 14ª Giornata - 30 dicembre 2023 PalaMensSana, Siena                  | Emma Villas       | 3 - 0 | Impavida Ortona   | 25-19, 25-16, 36-34               |
| 15ª Giornata - 6 gennaio 2024 PalaCrisafulli, Pordenone              | Prata             | 2 - 3 | Emma Villas       | 23-25, 20-25, 25-20, 25-23, 18-20 |
| 16ª Giornata - 13 gennaio 2024 Pala Santa Maria, Pineto              | Pineto            | 0 - 3 | Emma Villas       | 22-25, 19-25, 23-25               |
| 17ª Giornata - 20 gennaio 2024 PalaMensSana, Siena                   | Emma Villas       | 3 - 0 | Tricolore         | 25-10, 25-14, 25-21               |
| 18ª Giornata - 28 gennaio 2024 PalaFrancescucci, Casnate con Bernate | Libertas Brianza  | 1 - 3 | Emma Villas       | 22-25, 25-18, 20-25, 20-25        |
| 19ª Giornata - 4 febbraio 2024 PalaMensSana, Siena                   | Emma Villas       | 2 - 3 | Atlantide Brescia | 18-25, 25-18, 25-20, 23-25, 10-15 |
| 20ª Giornata - 11 febbraio 2024 PalaDeAndré, Ravenna                 | Porto Robur Costa | 2 - 3 | Emma Villas       | 22-25, 25-22, 18-25, 25-19, 12-15 |
| 21ª Giornata - 15 febbraio 2024 PalaMensSana, Siena                  | Emma Villas       | 3 - 0 | New Mater         | 25-14, 25-19, 25-18               |
| 22ª Giornata - 25 febbraio 2024 PalaCastagnaretta, Cuneo             | Cuneo             | 3 - 2 | Emma Villas       | 25-22, 22-25, 25-23, 23-25, 15-13 |
| 23ª Giornata - 3 marzo 2024 Palasport Grottazzolina, Grottazzolina   | M&G               | 2 - 3 | Emma Villas       | 20-25, 25-20, 28-30, 27-25, 12-15 |
| 24ª Giornata - 11 marzo 2024 PalaMensSana, Siena                     | Emma Villas       | 3 - 2 | Virtus Aversa     | 25-23, 20-25, 25-16, 15-25, 15-12 |
| 25ª Giornata - 17 marzo 2024 PalaMensSana, Siena                     | Emma Villas       | 3 - 1 | Porto Viro        | 25-19, 25-19, 22-25, 25-21        |
| 26ª Giornata - 24 marzo 2024 PalaParenti, Santa Croce sull'Arno      | Lupi Santa Croce  | 3 - 2 | Emma Villas       | 25-20, 25-17, 29-31, 19-25, 15-12 |

#### Play-off promozione
| Gara 1 quarti di finale - 27 marzo 2024 PalaMensSana, Siena           | Emma Villas       | 3 - 1 | Atlantide Brescia | 25-20, 21-25, 25-19, 25-15        |
| Gara 2 quarti di finale - 1º aprile 2024 PalaSanFilippo, Brescia      | Atlantide Brescia | 2 - 3 | Emma Villas       | 23-25, 16-25, 25-21, 25-15, 14-16 |
| Gara 1 semifinali - 11 aprile 2024 PalaMensSana, Siena                | Emma Villas       | 3 - 1 | Porto Viro        | 25-11, 25-23, 21-25, 25-12        |
| Gara 2 semifinali - 14 aprile 2024 Palazzetto dello Sport, Porto Viro | Porto Viro        | 3 - 2 | Emma Villas       | 25-20, 17-25, 22-25, 28-26, 15-8  |
| Gara 3 semifinali - 17 aprile 2024 PalaMensSana, Siena                | Emma Villas       | 3 - 1 | Porto Viro        | 22-25, 25-16, 25-20, 25-13        |
| Gara 1 finale - 21 aprile 2024 Palasport Grottazzolina, Grottazzolina | M&G               | 3 - 0 | Emma Villas       | 25-18, 25-20, 25-22               |
| Gara 2 finale - 25 aprile 2024 PalaMensSana, Siena                    | Emma Villas       | 1 - 3 | M&G               | 21-25, 25-19, 13-25, 19-25        |

### Coppa Italia di Serie A2
| Andata quarti di finale - 1º maggio 2024 PalaSanFilippo, Brescia | Atlantide Brescia | 3 - 2 | Emma Villas       | 25-18, 21-25, 25-22, 19-25, 15-10 |
| Ritorno quarti di finale - 5 maggio 2024 PalaMensSana, Siena     | Emma Villas       | 1 - 3 | Atlantide Brescia | 18-25, 22-25, 25-19, 21-25        |

## Statistiche

### Statistiche di squadra
| Competizione             | Punti | In casa | In casa | In casa | In trasferta | In trasferta | In trasferta | Totale | Totale | Totale |
| Competizione             | Punti | G       | V       | P       | G            | V            | P            | G      | V      | P      |
| ------------------------ | ----- | ------- | ------- | ------- | ------------ | ------------ | ------------ | ------ | ------ | ------ |
| Serie A2                 | 54    | 17      | 11      | 6       | 16           | 11           | 5            | 33     | 22     | 11     |
| Coppa Italia di Serie A2 |       | 1       | 0       | 1       | 1            | 0            | 1            | 2      | 0      | 2      |
| Totale                   | -     | 18      | 11      | 7       | 17           | 11           | 6            | 35     | 22     | 13     |

G = partite giocate; V = partite vinte; P = partite perse 

### Statistiche dei giocatori
| Giocatore     | Serie A2 | Serie A2 | Serie A2 | Serie A2 | Serie A2 | Coppa Italia di Serie A2 | Coppa Italia di Serie A2 | Coppa Italia di Serie A2 | Coppa Italia di Serie A2 | Coppa Italia di Serie A2 | Totale | Totale | Totale | Totale | Totale |
| Giocatore     | P        | PT       | AV       | MV       | BV       | P                        | PT                       | AV                       | MV                       | BV                       | P      | PT     | AV     | MV     | BV     |
| ------------- | -------- | -------- | -------- | -------- | -------- | ------------------------ | ------------------------ | ------------------------ | ------------------------ | ------------------------ | ------ | ------ | ------ | ------ | ------ |
| A. Acuti      | 12       | 9        | 6        | 3        | 0        | 1                        | 6                        | 5                        | 0                        | 1                        | 13     | 15     | 11     | 3      | 1      |
| F. Bonami     | 33       | 0        | 0        | 0        | 0        | 2                        | 0                        | 0                        | 0                        | 0                        | 35     | 0      | 0      | 0      | 0      |
| R. Copelli    | 33       | 351      | 230      | 78       | 43       | 2                        | 10                       | 6                        | 2                        | 2                        | 35     | 361    | 236    | 80     | 45     |
| M. Coser      | 7        | 0        | 0        | 0        | 0        | 1                        | 0                        | 0                        | 0                        | 0                        | 8      | 0      | 0      | 0      | 0      |
| A. Gonzi      | 19       | 2        | 0        | 0        | 2        | 1                        | 0                        | 0                        | 0                        | 0                        | 20     | 2      | 0      | 0      | 2      |
| M. Ivanov     | 1        | 0        | 0        | 0        | 0        | 0                        | 0                        | 0                        | 0                        | 0                        | 1      | 0      | 0      | 0      | 0      |
| M. Krauchuk   | 33       | 603      | 509      | 34       | 60       | 2                        | 34                       | 28                       | 2                        | 4                        | 35     | 637    | 537    | 36     | 64     |
| S. Milan      | 26       | 167      | 144      | 13       | 10       | 2                        | 24                       | 23                       | 1                        | 0                        | 28     | 191    | 167    | 14     | 10     |
| T. Nevot      | 33       | 88       | 52       | 26       | 10       | 2                        | 5                        | 1                        | 2                        | 2                        | 35     | 93     | 53     | 28     | 12     |
| F. Pellegrini | 1        | 0        | 0        | 0        | 0        | 2                        | 0                        | 0                        | 0                        | 0                        | 3      | 0      | 0      | 0      | 0      |
| M. Picuno     | 5        | 0        | 0        | 0        | 0        | 0                        | 0                        | 0                        | 0                        | 0                        | 5      | 0      | 0      | 0      | 0      |
| M. Pierotti   | 31       | 374      | 323      | 26       | 26       | 2                        | 26                       | 23                       | 2                        | 1                        | 33     | 400    | 346    | 28     | 27     |
| A. Tallone    | 32       | 359      | 317      | 23       | 19       | 2                        | 21                       | 19                       | 1                        | 1                        | 34     | 380    | 336    | 24     | 20     |
| S. Trillini   | 33       | 258      | 162      | 84       | 12       | 2                        | 19                       | 12                       | 7                        | 0                        | 35     | 277    | 174    | 91     | 12     |

P = presenze; PT = punti totali; AV = attacchi vincenti; MV = muri vincenti; BV = battute vincenti